# Jane Austen

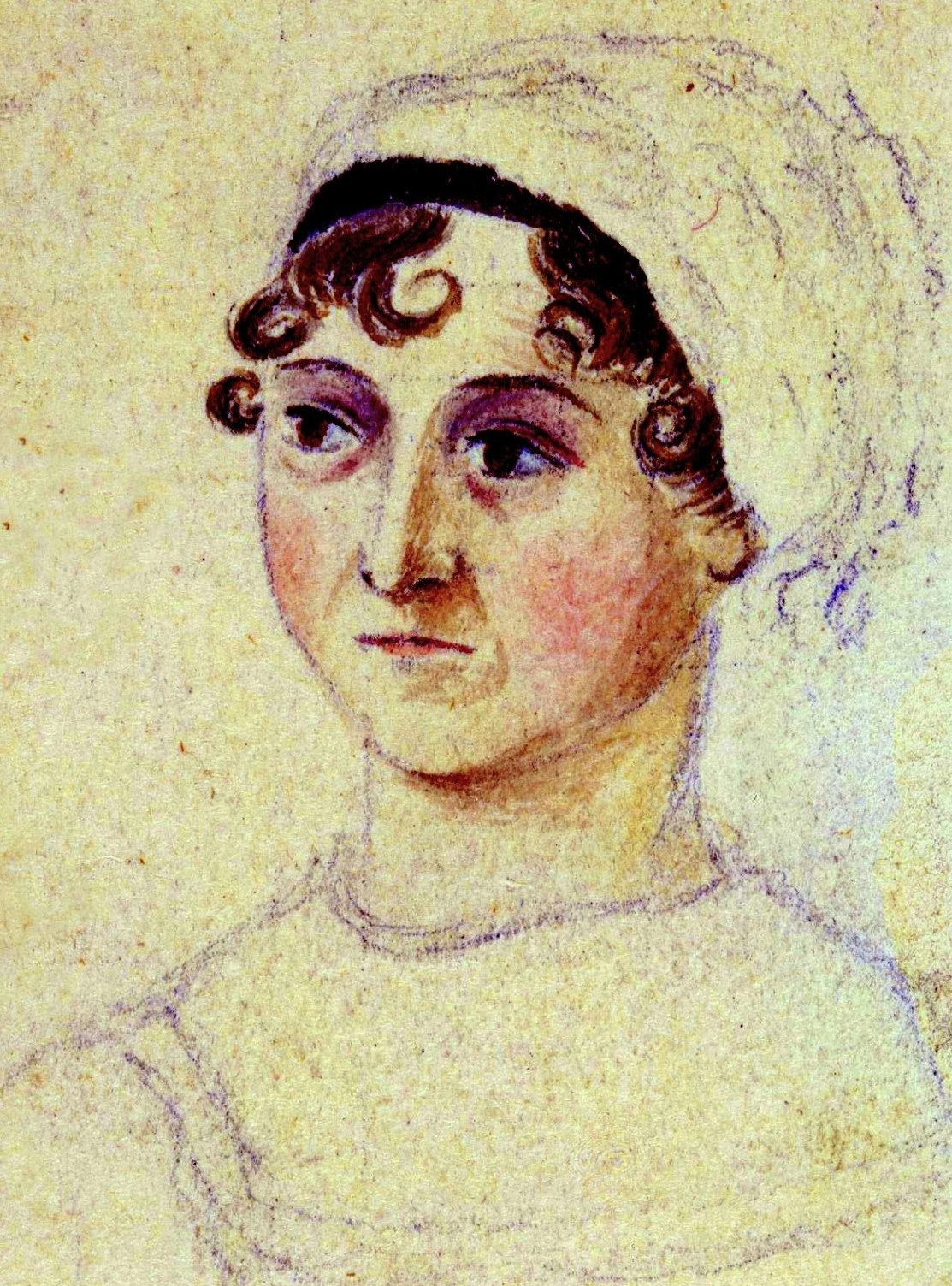
Jane Austen, gemalt von ihrer Schwester Cassandra, Ausschnitt (um 1810)

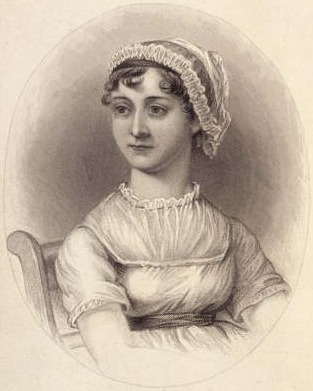
Stich von 1869 nach der Skizze von Cassandra Austen, National Portrait Gallery, London

Jane Austen (* 16. Dezember 1775 in Steventon, Basingstoke and Deane; † 18. Juli 1817 in Winchester) war eine britische Schriftstellerin aus der Zeit der Regency, deren Hauptwerke Stolz und Vorurteil und Emma zu den Klassikern der englischen Literatur gehören.

## Leben

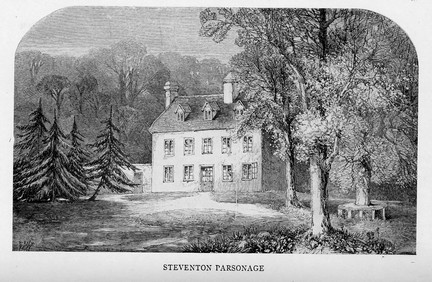
Steventon Rectory, Jane Austens Geburtshaus

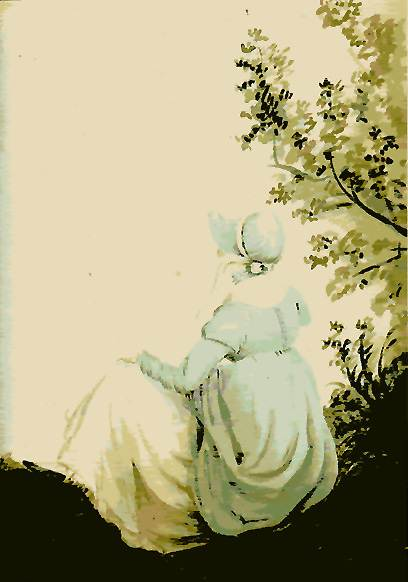
Jane Austen auf einer Aquarellskizze, gemalt von ihrer Schwester Cassandra (um 1804)

Jane Austen wurde im Jahr 1775 im Pfarrhaus des Ortes Steventon in Hampshire als siebtes von acht Kindern geboren. Ihr Vater William George Austen (1731–1805) war dort als Geistlicher tätig. Ihre Mutter war Cassandra Austen, geborene Leigh (1739–1827). Jane hatte sechs Brüder und eine ältere Schwester, der sie sehr nahestand. Die einzigen Porträts Jane Austens sind zwei Farbzeichnungen ihrer Schwester Cassandra (1773–1845). Ihre Brüder Francis William (genannt Frank; 1774–1865) und Charles John (1779–1852) dienten in der Royal Navy, wo sie es beide bis zum Rang eines Admirals brachten.
Die Familie war überdurchschnittlich gebildet und belesen, so dass die junge Jane Austen für die damalige Zeit als Mädchen vergleichsweise gut gefördert wurde und eine relativ umfassende Ausbildung genoss. Sie hatte freien Zugang zur Bibliothek ihres Vaters und begann im Alter von zwölf Jahren mit ersten literarischen Versuchen. Zwischen 1787 und 1793 verfasste sie drei Bände mit kurzen Prosastücken, Kurzromanen, Theaterstücken und Fragmenten, die sich äußerst satirisch mit den damaligen literarischen und gesellschaftlichen Konventionen auseinandersetzten. In Steventon entstanden in den Jahren zwischen 1792 und 1799 auch die ersten Fassungen ihrer späteren Romane.
Da ihr Vater ihr Interesse an Literatur schon früh förderte, kam sie bereits in jungen Jahren mit einer Vielzahl von namhaften Werken in Berührung. Ihr Hauptaugenmerk legte sie auf die Veröffentlichungen von William Cowper, Alexander Pope, Henry Fielding und George Crabbe, die sie auch in ihren Werken zitierte. Auch die damalige Romankultur wurde von Jane Austen und ihrer Familie eng verfolgt. So findet sich beispielsweise der Name der 20-jährigen Jane Austen auf der Subskriptionsliste von Fanny Burneys Camilla (1796).
Im Jahr 1801 zog Jane Austen gemeinsam mit ihren Eltern und ihrer ebenfalls unverheirateten Schwester nach Bath, wo sie bis 1806 lebte. Über diesen Abschnitt ihres Lebens ist kaum etwas bekannt, da fast alle Briefe aus dieser Zeit verloren gegangen sind oder von Familienmitgliedern vernichtet wurden. Schriftstellerisch arbeitete sie in dieser Zeit vermutlich wenig. Lediglich das Romanfragment The Watsons wird meist dieser Zeit zugeordnet.

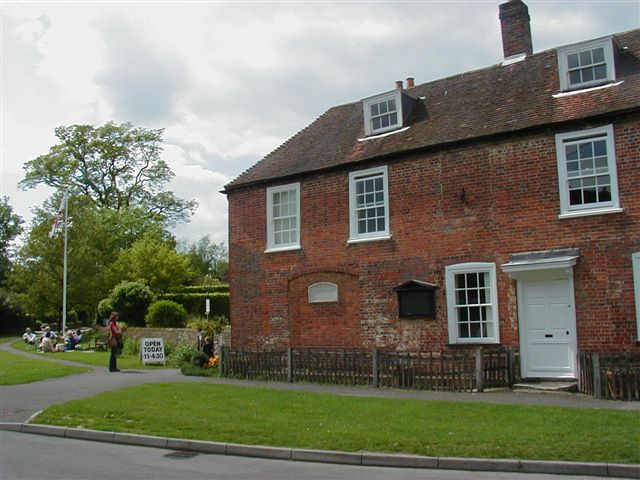
Jane-Austen-Museum in Chawton

Nach dem Tod ihres Vaters im Jahr 1805 zogen Jane Austen, ihre Mutter und ihre Schwester zunächst mit ihrem Bruder Francis und seiner Frau nach Southampton, wo sie bis 1809 lebten. 1809 zogen sie gemeinsam mit der Freundin Martha Lloyd nach Chawton, wo ihnen ihr Bruder Edward (1767–1852), der von einem reichen Onkel adoptiert worden war, auf seinem Anwesen in Chawton ein kleines Landhaus zur Verfügung stellte. Dort lebte Jane Austen bis zu ihrem Tod und schrieb, überarbeitete und veröffentlichte alle ihre Romane bis auf Northanger Abbey (dt.: Die Abtei von Northanger) und Persuasion (dt.: Anne Elliot). Heute ist dieses Haus ein kleines Museum, das der Autorin gewidmet ist.

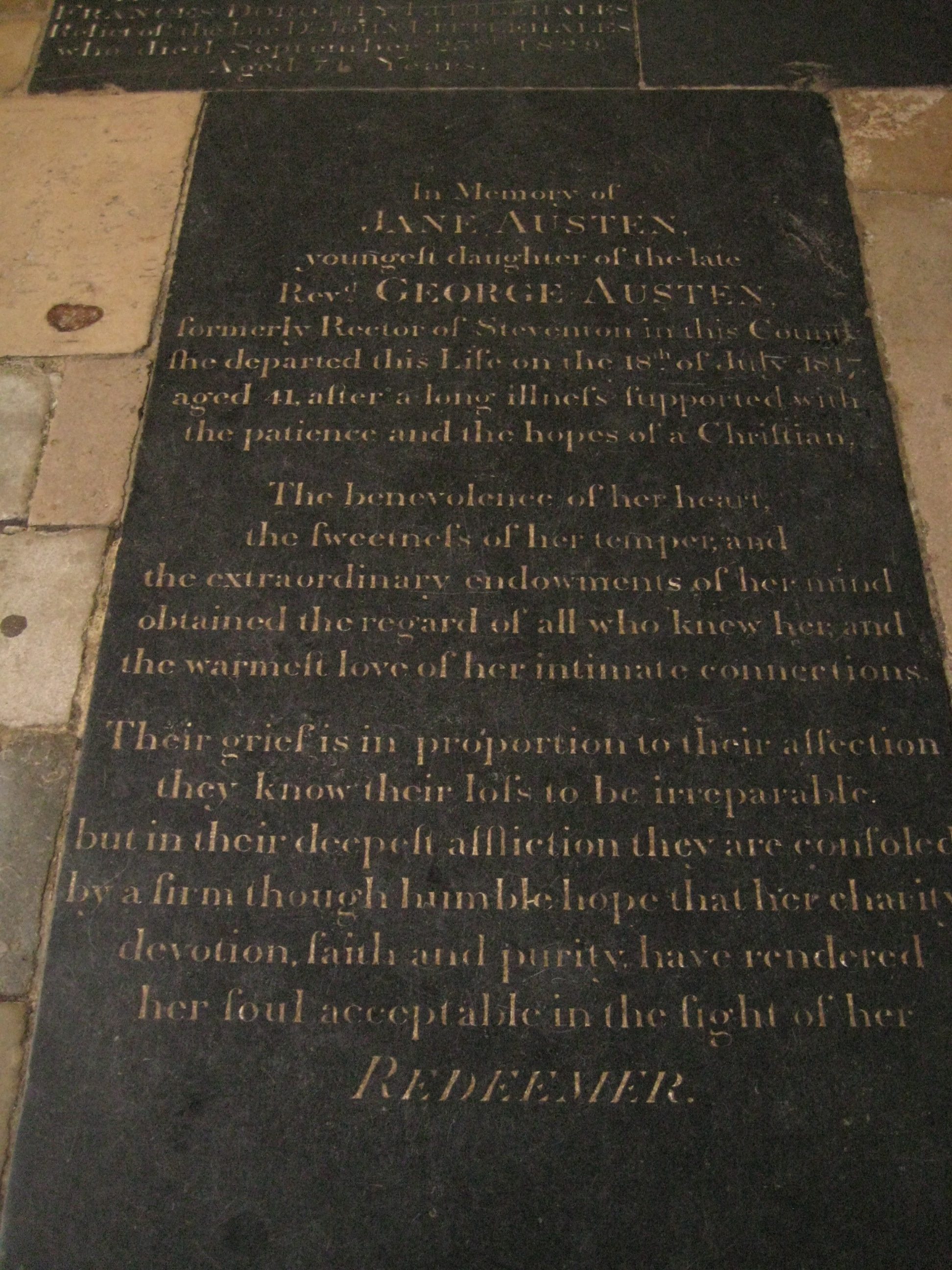
Grab in der Kathedrale von Winchester

Jane heiratete ebenso wie ihre Schwester nie; einen Heiratsantrag des sechs Jahre jüngeren Harrison Bigg Wither hatte sie im Jahr 1802 abgelehnt. Als etablierte Romanautorin lebte sie in relativer Zurückgezogenheit und wurde schließlich im Alter von 40 Jahren schwer krank. Heute nimmt man an, dass sie an Nebennierenrindeninsuffizienz litt, gegen die es damals keine Behandlung gab. Um Heilung zu suchen, reiste sie mit der Schwester am 24. Mai 1817 nach Winchester, wo sie am 18. Juli starb und am 24. Juli in der Kathedrale von Winchester beigesetzt wurde.

## Werk
Jane Austen veröffentlichte zeitlebens anonym, die Bücher trugen stets die Verfasserangabe „by a lady“, auch wenn die Identität der Autorin mit der Zeit immer mehr zu einem offenen Geheimnis wurde.

### Frühwerk

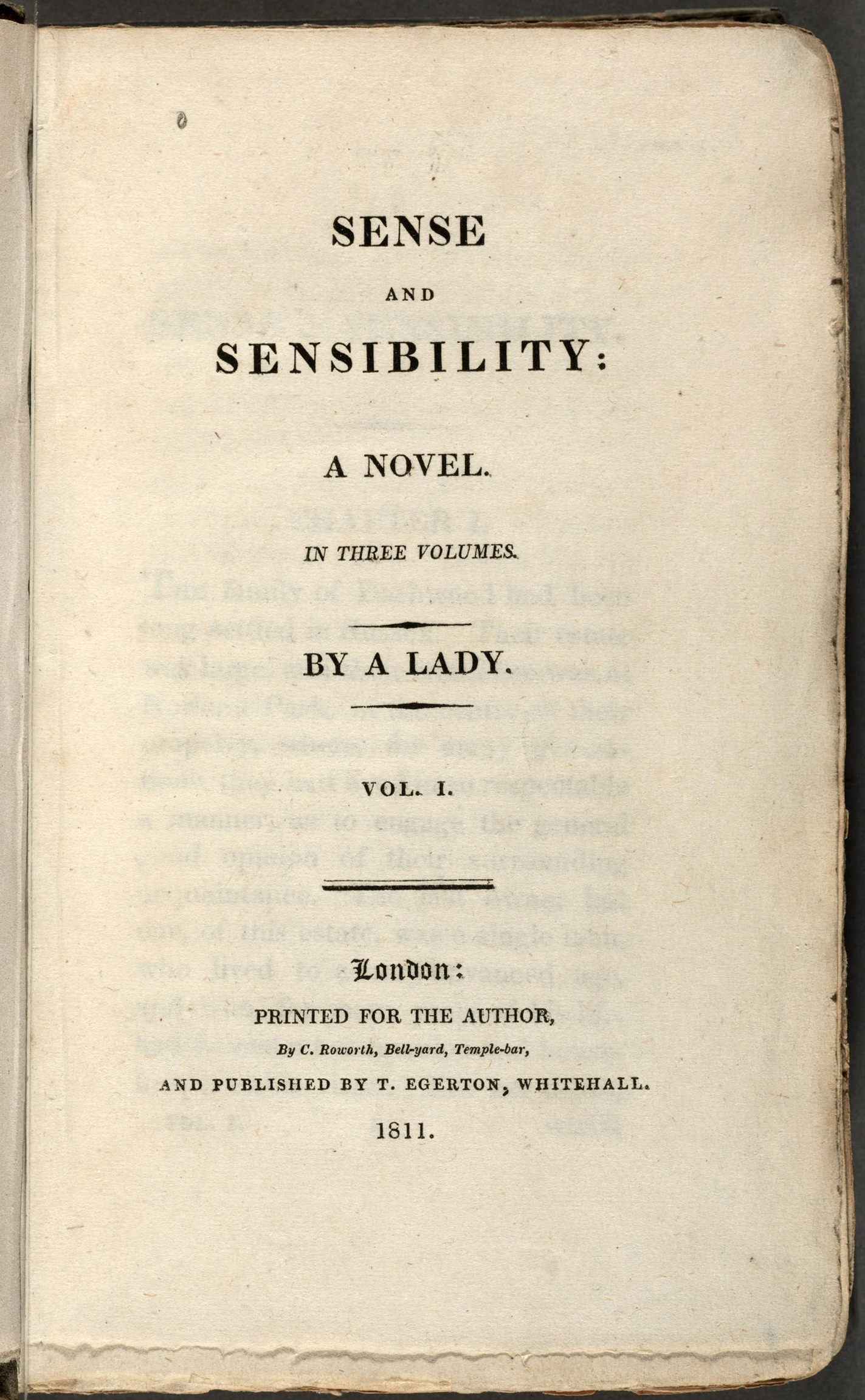
Titelseite von Sense and Sensibility, Jane Austens erstem veröffentlichten Roman (1811)

Jane Austen begann ihre ersten schriftstellerischen Versuche mit Kurzprosa und Theaterstücken, zumeist geistreiche Satiren und Persiflagen. Das Jugendwerk ist fragmentarisch geblieben und gibt einen Einblick in die literarischen Wurzeln und die künstlerische Entwicklung der Autorin. Vollständig wurden diese Frühwerke erst in den 1950er Jahren veröffentlicht. In deutschsprachiger Übersetzung liegt bisher nur ungefähr die Hälfte davon vor, darunter die Werke Drei Schwestern, Die Geschichte Englands und Catherine.
Die ersten Romane schrieb Jane Austen im Alter zwischen 19 und 22 Jahren, sie wurden aber erst 15 bis 20 Jahre später oder postum veröffentlicht. Im Jahr 1809 bearbeitete Austen ihr Manuskript Elinor and Marianne von 1796; fünfzehn Jahre später wurde der Roman schließlich unter dem Titel Sense and Sensibility (dt.: Verstand und Gefühl) als ihr Debütwerk unter dem Pseudonym „by a lady“ veröffentlicht. Pride and Prejudice (dt.: Stolz und Vorurteil), das 1813 folgte, trug als erster Entwurf von 1797 ursprünglich den Titel First Impressions und wurde 1811 von Austen überarbeitet. Northanger Abbey (dt.: Die Abtei von Northanger) von 1798 bis 1799 wurde zwar bereits 1802 von Austen neu bearbeitet, erschien aber erst 1817 nach ihrem Tod. Erst im Jahr 1870 – also ebenfalls erst postum – veröffentlicht wurde der Briefroman Lady Susan von 1794, den Austen 1805 um eine Conclusio erweitert hatte.
Austens Romane werden vom damals in der Literatur sehr verbreiteten und beliebten courtship plot bestimmt. Im Mittelpunkt stehen junge Damen aus dem gehobenen ländlichen Bürgertum, der Gentry, die sich nach verschiedenen Schwierigkeiten und Lernprozessen selbst erkennen und denjenigen Mann heiraten, den sie lieben.
Eine gute Heirat war in der damaligen Zeit die einzige akzeptable Möglichkeit für eine junge Frau der Gentry, sich eine respektable Stellung in der Gesellschaft zu sichern. Andernfalls war sie ihr Leben lang – ähnlich wie Jane Austen selbst – vom Wohlwollen und der Großzügigkeit wohlhabender Verwandter abhängig. Alle drei Romane behandeln den Zwiespalt der Hauptfiguren, diese gesellschaftlich auferlegte „Pflicht“ zu erfüllen und trotzdem eine emotional und menschlich befriedigende Ehe einzugehen. Wie in all ihren Werken dient diese Rahmenhandlung der Autorin aber vor allem dazu, soziale, menschliche und gesellschaftliche Eigenarten aufzudecken, zu karikieren und mit feinem Humor zu kritisieren.
Zudem stammt aus dieser Schaffenszeit das Romanfragment The Watsons, das Austen vermutlich im Jahr 1804 begann, doch nie abschloss. Das Fragment wurde 1871 veröffentlicht. Im Juli 2011 wurde das Manuskript bei Sotheby’s für 993.250 Pfund versteigert; das älteste erhaltene Manuskript von Jane Austens Hand erreichte damit das Dreifache des Schätzpreises.

### Spätwerk
Die drei Romane Mansfield Park, Emma und Persuasion (dt.: Überredung oder Anne Elliot) wurden alle unmittelbar nach ihrer Entstehung veröffentlicht, sie bilden das „reife“ Werk Austens. Persuasion erschien postum, da Jane Austen wenige Monate nach Vollendung des Romans verstarb. Auch in diesen drei Werken steht immer eine junge Frau im Mittelpunkt der jeweiligen Handlung, die auch stets wieder mit der Hochzeit der Protagonistin endet. Die Heldinnen und die Situationen, in denen sie sich befinden, unterscheiden sich jedoch deutlich von denen der drei früheren Werke. Auch greift Jane Austen verstärkt und deutlicher gesellschaftspolitische Themen auf.
Fanny Price aus Mansfield Park (verfasst 1811–1813) ist eine Nichte des Hausherrn, die in seine Familie aufgenommen wird und dort aufwächst. In dieser Hinsicht ist sie die abhängigste aller Austen-Heldinnen und bis heute eine der kontroversesten. In Mansfield Park finden sich für Jane Austen ungewöhnliche, über rein bürgerliche Gesellschaftskritik hinausreichende politische Anklänge, z. B. als Fanny Price ihren Onkel auf die Herkunft seines Reichtums, nämlich den Sklavenhandel, anspricht und die versammelte Familie in „tödlichem Schweigen“ verstummt.
Die gleichnamige Hauptfigur in Emma (verfasst 1814) ist die erste junge Frau in Austens Romanen, die nicht aus finanziellen Gründen auf eine gute Heirat angewiesen ist. Sie ist eine reiche, unabhängige Erbin, die sich in die privaten Angelegenheiten ihrer Mitmenschen einmischt und erst ganz zum Schluss erkennt, dass sie sich in all ihren Mutmaßungen über die Herzensangelegenheiten anderer getäuscht hat, auch in ihren eigenen.
In Persuasion (verfasst 1815–1816) variiert Jane Austen die Ausgangssituation. Anne Elliot ist eine – ähnlich wie Emma – gutsituierte Endzwanzigerin, die sich vor Jahren unter dem Einfluss ihrer Familie und ihrer Freundin gegen den Mann entschied, den sie liebte. Im Verlauf der Handlung treffen sie sich wieder und entdecken und offenbaren nach und nach ihre gegenseitigen, unveränderten Gefühle füreinander.
Jane Austen verdichtet die Handlung gegenüber den ersten drei Romanen. Das Geschehen wird fast ausschließlich aus dem Blickwinkel der Heldin geschildert, in Emma geht das so weit, dass die Leser Highbury, den Wohnort Emmas, nie verlassen.

### Literarische Bedeutung

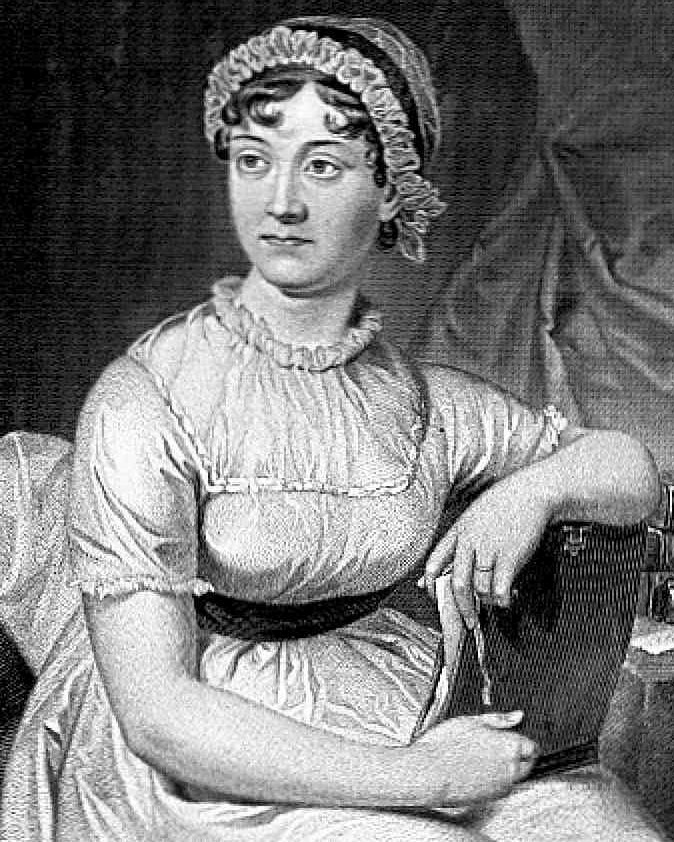
Jane Austen, idealisiertes postumes Porträt, 1873

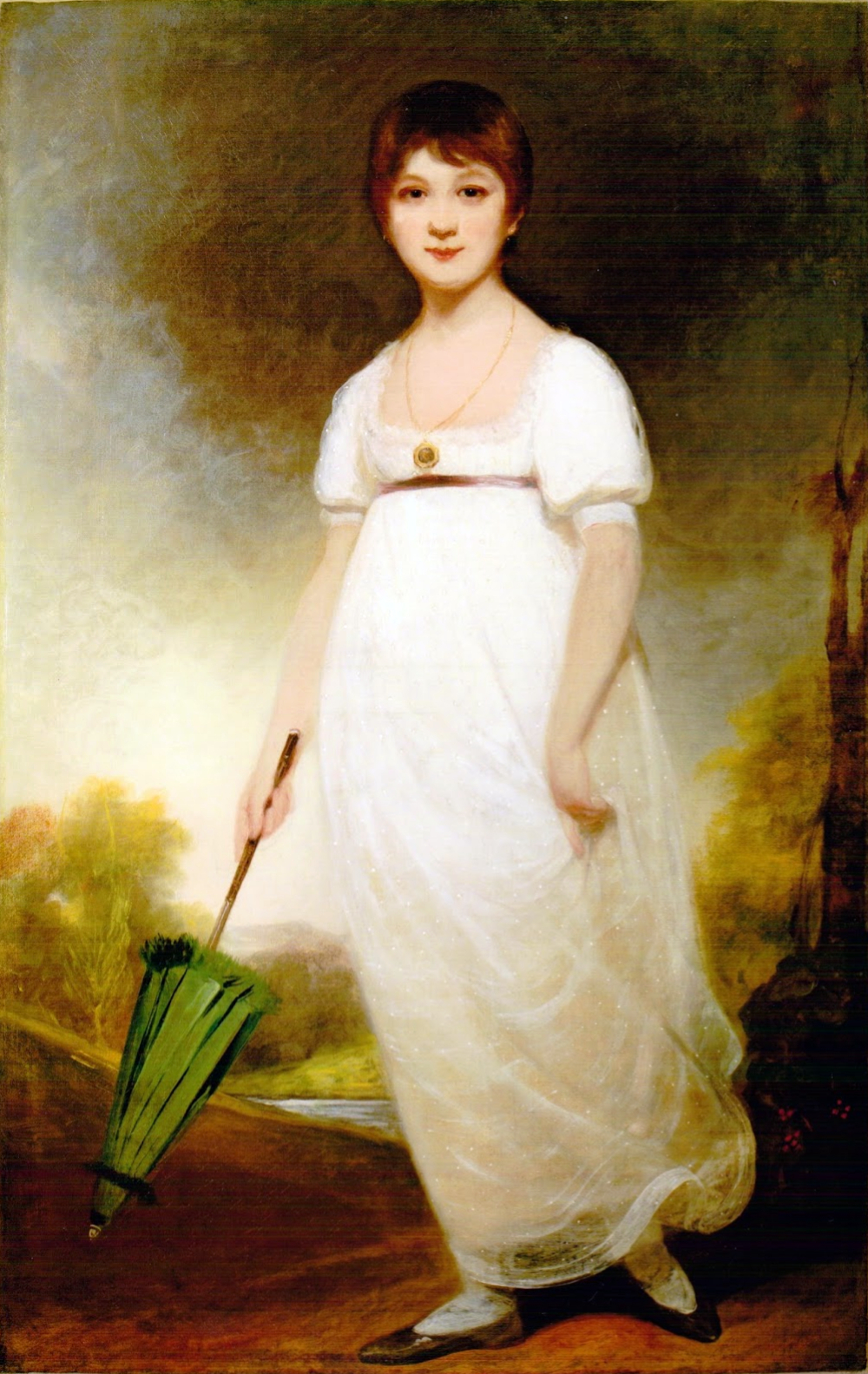
Angebliches Porträt Jane Austens von Ozias Humphry, 1788–1800

Die Romane Jane Austens reichen in ihrer Bedeutung über die „romantische Liebesgeschichte“ hinaus und haben in der englischsprachigen, vor allem britischen Kultur ähnlichen kulturellen Status erreicht wie beispielsweise William Shakespeares Komödien. Auch in ihrer sprachlichen Virtuosität und Ökonomie ist Austen von der Literaturkritik oft mit dem Dramatiker verglichen worden.
Jane Austens Haupttalent war ihre scharfsinnige Beobachtungsgabe, mit der sie die menschliche Natur und soziale Interaktionen aufs Korn nahm. Zu den wegweisenden stilistischen Entwicklungen zählt die erlebte Rede, die Ende des 18. Jahrhunderts als literarisches Stilmittel eingeführt wurde und von Jane Austen entscheidend weiterentwickelt wurde.
Thematisch orientierte sie sich anfangs an der Tradition des zu ihrer Zeit sehr populären Sittenromans (z. B. von Fanny Burney, Maria Edgeworth). Austen hob dieses Genre jedoch weit über die damaligen Grenzen hinaus. Ihr literarischer und sprachlicher Stil ist beinahe von Beginn an als zukunftsweisend eingestuft worden, indem sie die strukturellen Voraussetzungen einer modernen Form der Kommunikation zwischen Text und Leser zum Gegenstand eines bewussten und geplanten Schreibprozesses macht.

## Rezeption
Ihre Werke, besonders Emma, werden oft als formal perfekt gelobt, während die moderne Rezeption immer neue Sichtweisen auf Jane Austens scharfe Kommentierung der Lage junger lediger Frauen der Gentry (der höheren bürgerlichen Schicht) im England des frühen 19. Jahrhunderts zu Tage fördert. Die Rezeption ihrer Werke war zum Zeitpunkt der Veröffentlichung recht gut. Schon zu ihren Lebzeiten erschienen deutsche und französische Übersetzungen einiger ihrer Werke. Seitdem hat die Anerkennung, die man ihrer Arbeit zollt, nur zugenommen; heute gilt sie als eine der größten englischsprachigen Autorinnen.
Der Erste, der Austens Werk öffentlich und umfangreich würdigte, war Walter Scott, der anlässlich der Veröffentlichung von Emma im Jahr 1816 ein vierseitiges Essay für eine Literaturzeitschrift verfasste – in der damaligen Zeit eine außerordentliche Anerkennung, zumal das Genre des Romans lange als minderwertig, belanglos oder gar „sittenwidrig“ galt und literarisch ambitionierte Frauen sich in einer gesellschaftlichen Grauzone bewegten. Er hob besonders die Genauigkeit der Beobachtung, die sprachliche Eleganz und die vollkommene Beherrschung der Mittel in ihren Werken hervor. Auch andere Literaten lobten Austens Werk (z. B. Robert Louis Stevenson und Rudyard Kipling, der sogar eine Kurzgeschichte mit dem Titel The Janeites schrieb). Negative Kritik äußerten beispielsweise Charlotte Brontë und Mark Twain. Brontë waren die realistischen Romane Austens zu alltäglich und zu kühl beobachtend, sie bemängelte das Fehlen der Leidenschaftlichkeit, die ihre eigenen Werke auszeichnete. Twain kritisierte die gesellschaftliche Wohlanständigkeit, die ihm zu christlich-moralisch erschien. Er meinte, eine Bibliothek, in der ihre Romane fehlten, mache eine gute Bibliothek aus einer, die gar keine Bücher enthalte.
Mit dem Beginn des Viktorianischen Zeitalters gerieten Jane Austens Romane aus der Mode. 1869 veröffentlichte ihr Neffe James-Edward Austen-Leigh die erste Biographie – A Memoir of Jane Austen, die aus Familienerinnerungen und einigen Briefzitaten bestand. Er bemühte sich, ihr Bild dem konservativeren Zeitgeschmack anzupassen, was sicherlich ein Grund für die bis heute äußerst unterschiedlichen Ansichten und Ansätze der Biographen zu ihrer Person ist.
Die Veröffentlichung der Biographie löste eine neue Welle des Interesses für die Romane Jane Austens aus, kurz darauf erschien auch eine Sammlung ihrer erhaltenen Briefe, die ebenfalls auf großes Interesse stieß. Jane Austens Schwester Cassandra vernichtete vor ihrem Tod den Großteil der ihr hinterlassenen Briefe, so dass die Sammlung nur einen äußerst eingeschränkten Blick auf Jane Austens Persönlichkeit ermöglicht. Insgesamt ist die Quellenlage sehr schlecht, da von schätzungsweise 3000 Briefen nur rund 160 erhalten sind.
In der ersten Hälfte des 20. Jahrhunderts wurde Austens Werk u. a. durch Virginia Woolfs literarische Essays wieder populärer, es gab erste Verfilmungen der Romane.
Seit den 1990er Jahren erlebte die Popularität von Jane Austens Werk erneut einen Höhepunkt, nicht zuletzt durch die in England und darüber hinaus sehr beliebten Fernsehadaptionen ihrer Romane und einige aufwändige Kinoproduktionen.
Es entstehen bis heute zahlreiche von Jane Austens Romanen inspirierte Werke (z. B. schrieb Joan Aiken mehrere Romane nach Austens Vorlagen). Helen Fielding übernimmt in Bridget Jones – Schokolade zum Frühstück Motive aus Pride and Prejudice. P. D. James veröffentlichte 2011 mit Death Comes to Pemberley einen auf Janes Austens Figuren basierenden Kriminalroman, der sogleich zum Bestseller avancierte. Für die Verfilmung von Bridget Jones wurde Colin Firth als Mark Darcy besetzt, der schon in der BBC-Serie zu Pride and Prejudice Mr. Darcy gespielt hatte. Der Film Clueless – Was sonst! mit Alicia Silverstone überträgt die Handlung von Emma in das Beverly Hills der Gegenwart.
Im Jahr 2007 erschien der Film Becoming Jane (Geliebte Jane), der ein imaginäres Porträt des Lebens von Jane Austen darstellt, diese wird hier verkörpert von Anne Hathaway.
Es gibt in Bath und in Louisville Jane-Austen-Festivals.

### Bildnerische Darstellung
- Porträt auf 10-Pfund-Note: Im Juli 2013 teilte Mark Carney, Gouverneur der Bank of England, mit, dass ab 2017 ein Porträt von Jane Austen auf dem Zehn-Pfund-Schein zu sehen sein wird.[11] Er wurde am 200. Todestag in Umlauf gebracht.[12]
- Im Tafelservice berühmter Frauen von Vanessa Bell und Duncan Grant von 1934 ist ihr ein Teller gewidmet.

## Werke

### Romane
- 1811: Verstand und Gefühl (Sense and Sensibility) dt. Alternativtitel: Sinn und Sinnlichkeit
- 1813: Stolz und Vorurteil (Pride and Prejudice)
- 1814: Mansfield Park
- 1815: Emma
- 1817: Die Abtei von Northanger (Northanger Abbey)
- 1817: Anne Elliot (Persuasion) dt. Alternativtitel: Anne Elliot oder Überredung
- 1871: Lady Susan (posthum publiziert, entstanden um 1794) Briefroman

### Fragmente
- 1870: Die Watsons (The Watsons, entstanden um 1804)
- 1925: Sanditon (entstanden 1816)

### Jugendwerke
Austens Jugendwerke wurden im englischen Sprachraum erstmals 1988 in einer Gesamtausgabe der Oxford University Press herausgegeben und 1993 erweitert. Die Sammlung umfasst die Werke:
- Frederic & Elfrida
- Die Geschichte Englands (The History of England)
- Jack & Alice
- Edgar & Emma
- Henry and Eliza
- The Adventures of Mr. Harley
- Sir William Mountague
- Memoirs of Mr. Clifford
- The Beautifull Cassandra
- Amelia Webster
- The Visit
- The Mystery
- Drei Schwestern (The Three Sisters)
- A beautiful description
- The generous Curate
- Ode to Pity
- Liebe und Freundschaft (Love and Freindship)
- A Collection of Letters
- The female philosopher
- The first Act of a Comedy
- A Letter from a Young Lady
- A Tour through Wales
- A Tale
- Evelyn
- Catharine (Catharine, or the Bower)

In deutscher Sprache erschienen:
- Liebe und Freundschaft – Drei Schwestern – Catharine. Manesse Verlag, Zürich 1994, ISBN 3-7175-4031-9.
- Die Geschichte Englands illustriert mit Vorwort von Antonia S Byatt. Luxbooks, Wiesbaden 2009, ISBN 978-3-939557-57-9.
- Die drei Schwestern und andere Jugendwerke. Insel-TB (Inselverlag), Frankfurt/Main und Leipzig 2000, ISBN 3-458-34398-9.
  - Lesley Castle
  - Eine Sammlung von Briefen
  - Catharine oder die Laube
  - Entwurf zu einem Roman
  - Evelyn, Frederic und Elfrida
  - Jack und Alice
  - Edgar und Emma
  - Henry und Eliza
  - Die Abenteuer des Mr. Harley
  - Die schöne Cassandra
  - Der Besuch

### Briefe
- My dear Cassandra! Ausgewählte Briefe. Aus dem Englisch übertragen und mit einem Nachwort versehen von Ingrid von Rosenberg (= Ullstein Taschenbuch, Band 30312: Die Frau in der Literatur). Ullstein, Frankfurt am Main 1993, ISBN 3-548-30312-9.
- Ich bin voller Ungeduld. Briefe an Cassandra. Ausgewählt, aus dem Englisch übertragen und mit einem Nachwort versehen von Ursula Gräfe. Insel Taschenbuch 3444, Frankfurt am Main 2013, ISBN 978-3-458-35144-3.
- Ich bin so gütig, Dir wieder zu schreiben. Reclam, Stuttgart 2017, ISBN 978-3-15-020472-6.
- Herzlich, Deine Jane. Ihre schönsten Briefe. Reclam, Stuttgart 2022, ISBN 978-3-15-011395-0.

### Hörbücher
- Jane Austen: Das Gesamtwerk. Vollständige Lesungen. Aus dem Englischen von Ursula und Christian Grawe, gelesen von Eva Mattes, Argon Verlag, Berlin 2017, ISBN 978-3-8398-9340-1 (enthält Verstand und Gefühl, Stolz und Vorurteil, Mansfield Park, Emma, Northanger Abbey, Überredung, Lady Susan).

- Der Hessische Rundfunk plant, ab 2019 alle Romane von Jane Austen neu als Hörspiele herauszubringen, Northanger Abbey ist bereits erschienen.[13]

## Filmografie

### Verfilmungen der Romane (Auswahl)
- 1940: Stolz und Vorurteil (Pride and Prejudice) – Regie: Robert Z. Leonard (mit Greer Garson, Laurence Olivier)
- 1971: Persuasion – Regie: Howard Baker (mit Ann Firbank, Bryan Marshall)
- 1972: Emma – Regie: John Glenister (mit Doran Goodwin, John Carson)
- 1980: Pride and Prejudice – Regie: Cyril Coke (mit Elizabeth Garvie, David Rintoul)
- 1980: Jane Austen in Manhattan – Regie: James Ivory (mit Anne Baxter, Robert Powell)
- 1983: Mansfield Park – Regie: David Giles (mit Sylvestra Le Touzel, Nicholas Farrell)
- 1985: Sinn und Sinnlichkeit (Sense and Sensibility) – Regie: Rodney Bennett (mit Irene Richard, Tracey Childs)
- 1987: Northanger Abbey – Regie: Giles Foster (mit Katharine Schlesinger, Peter Firth)
- 1995: Stolz und Vorurteil (Pride and Prejudice) – Regie: Simon Langton (mit Colin Firth, Jennifer Ehle)
- 1995: Jane Austens Verführung (Persuasion) – Regie: Roger Michell (mit Amanda Root, Ciarán Hinds)
- 1995: Sinn und Sinnlichkeit (Sense and Sensibility) – Regie: Ang Lee (mit Emma Thompson, Kate Winslet, Hugh Grant, Alan Rickman)
- 1995: Clueless – Was sonst! (Clueless) – Regie: Amy Heckerling (mit Alicia Silverstone, Brittany Murphy, Paul Rudd und Breckin Meyer).
- 1996: Emma – Regie: Douglas McGrath (mit Gwyneth Paltrow, Jeremy Northam, Ewan McGregor)
- 1996: Emma – Regie: Diarmuid Lawrence (mit Kate Beckinsale, Mark Strong)
- 1999: Mansfield Park – Regie: Patricia Rozema (mit Frances O’Connor, Jonny Lee Miller, Alessandro Nivola)
- 2000: Kandukondain Kandukondain (indische Adaption von Sense and Sensibility) – Regie: Rajiv Menon (mit Tabu, Aishwarya Rai)
- 2003: Pride and Prejudice – Regie: Andrew Black (mit Kam Heskin, Orlando Seale)
- 2004: Liebe lieber indisch (Bride and Prejudice) – Regie: Gurinder Chadha (mit Aishwarya Rai, Martin Henderson)
- 2005: Stolz und Vorurteil (Pride and Prejudice) – Regie: Joe Wright (mit Keira Knightley, Matthew Macfadyen, Judi Dench)
- 2007: Persuasion – Regie: Adrian Shergold (mit Sally Hawkins, Rupert Penry-Jones)
- 2007: Northanger Abbey – Regie: Jon Jones (mit Felicity Jones, JJ Feild)
- 2007: Mansfield Park – Regie: Iain B. MacDonald (mit Billie Piper, Blake Ritson)
- 2008: Sinn und Sinnlichkeit (Sense and Sensibility) – Regie: John Alexander (mit Hattie Morahan, Charity Wakefield, Dan Stevens, David Morrissey)
- 2008: Wenn Jane Austen wüsste (Lost in Austen) – vierteiliger britischer Fernsehfilm, Adaptation von Pride and Prejudice
- 2009: Emma – Regie: Jim O’Hanlon (mit Romola Garai)
- 2011: From Prada to Nada (mit Camilla Belle und Alexa Vega)
- 2011: Jane Austen’s Sense and Sensibility (Scents and Sensibility) – Regie: Brian Brough (mit Ashley Williams, Marla Sokoloff, Brad Johnson)
- 2016: Love & Friendship (Spielfilm nach dem Briefroman Lady Susan), Regie: Whit Stillman (mit Xavier Samuel, Kate Beckinsale)
- 2020: Emma – Regie: Autumn de Wilde
- 2022: Überredung – Regie: Carrie Cracknell (mit Dakota Johnson)

### Biografische Filme
- 2007: Geliebte Jane (Becoming Jane) – Regie: Julian Jarrold (mit Anne Hathaway, James McAvoy, Maggie Smith, Julie Walters)
- 2008: Miss Austen Regrets – Regie: Jeremy Lovering (mit Olivia Williams, Samuel Roukin, Greta Scacchi, Imogen Poots)

### Filme mit Bezug zu Jane Austen
- 2024: Jane Austen und das Chaos in meinem Leben (Jane Austen a gâché ma vie)